# 松城町 (浜松市)

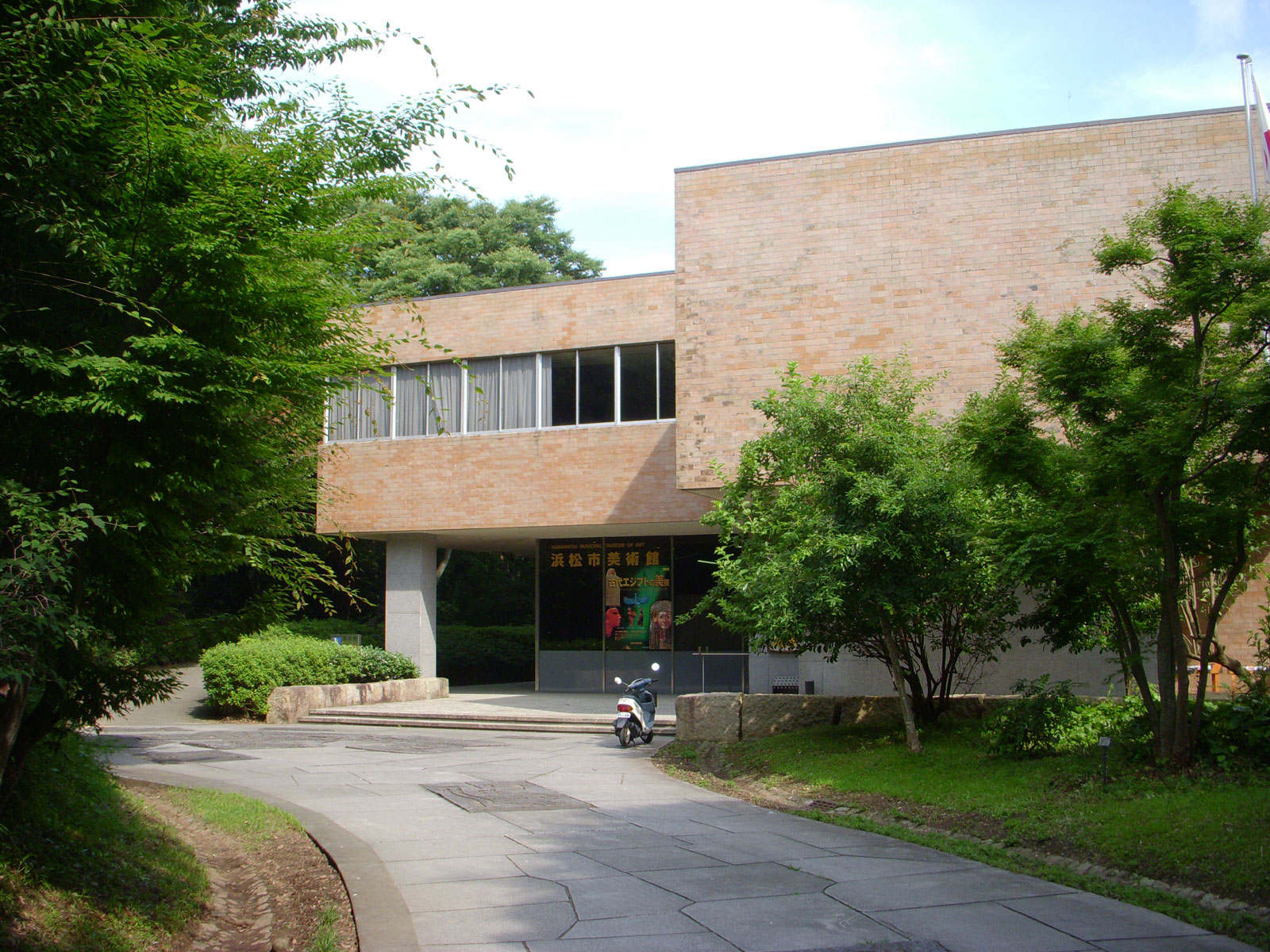
浜松市美術館

松城町（まつしろちょう）は、静岡県浜松市中央区の町名。丁番を持たない単独町名である。住居表示未実施。面積は0.1587km2。

## 地理
浜松市中心部に位置し、浜松市立中央図書館、浜松市美術館などの文化施設が多く所在する。町域は浜松市の繁華街に隣接しているが、史跡と公園に囲まれた町並みはそれらと一線を画している。

## 歴史
江戸時代には浜松城内の一部だった。

### 地名の由来
浜松城内の一角であったため、「城」の字を入れ、「松」の字は浜松城内の史跡「鎧掛の松」から取ったものとされる。

### 町村制施行以前
明治維新により浜松城が廃城になると、その土地を優先的に払い下げられた士族や肴町の商人達が移り住み、1882年（明治15年）にそれまで浜松城内の小字だった作左、馬冷、袋町の三つの字を併せて一つの町とし、「松城」と名付けられた。「作左」は浜松城の西側に位置し、その由来は徳川家康の重臣、「本多作左衛門重次」が曲輪をここに構えたことによる。1678年〜1702年まで浜松城の城主だった青山氏の時代に作成された資料「御家中配列図」（青山家旧蔵）によるとこの辺りは「作左」とだけ記されていることから、江戸中期には曲輪はすでになく、地名として定着していたと考えられる。作左の名は、今でも浜松城公園の中に「作左山」、「作左の森」として残されている。「馬冷」の地名は浜松城の武士（徳川家康とも）がここにあった池で馬を冷やしたという伝説が残されていることを元に名付けたという。前述の｢御家中配列図」によると、ここに馬冷池という小さな池が記されているが、現在は埋め立てられていて存在しない。袋町は武家屋敷が密集し、町並みが窮屈で袋小路のように連なっていたことに由来する。浜松市中央図書館の場所に浜松城の出丸があり、紺屋町へ出る境には「榎門」という城門があった。

### 町村制施行以降
- 1889年（明治22年）に浜松が町制を施行し敷知郡浜松町松城となる。
- 1904年（明治37年）浜松高等女学校（現 浜松市立高等学校）が松城馬冷に移転（馬冷校舎）。
- 1911年（明治44年）に市制への施行により、浜松市松城町となる。
- 1923年（大正12年）浜松高等女学校が浜松市松城町作左に移転（作左山校舎）。
- 1924年（大正13年）誠心女学校（現 浜松開誠館高等学校）が開校。
- 1945年（昭和20年）空襲によって町内全域が焼け野原となる。
- 1947年（昭和22年）浜松高等女学校が広沢の旧浜松工業専門学校跡地へ移転。浜松市立中部中学校(現・浜松中部学園)が開校。
- 1950年（昭和25年）浜松城公園で浜松こども博覧会が開催される。同年、浜松市動物園となる。浜松市立図書館（現 浜松市立中央図書館）が紺屋町から移転開館。
- 1971年（昭和46年）浜松市美術館が市制60周年を記念して浜松城公園内に開館。
- 1977年（昭和52年）浜松城公園が天皇陛下御在位50年記念公園に指定され、本格的な都市公園としての整備が始まる。動物園の移転が決定。
- 1983年（昭和58年）浜松市動物園が閉園、舘山寺に移転。
- 2017年（平成29年）浜松市立中部中学校が校区内の小学校2校と合併し、浜松中部学園が中部中学校所在地に開校。小学校が「浜松市立中部小学校」、中学校が「浜松市立中部中学校」(従来と同じ)と称す。

## 世帯数と人口
2018年（平成30年）12月1日現在の世帯数と人口は以下の通りである。
| 町丁   | 世帯数  | 人口  |
| ------ | ------- | ----- |
| 松城町 | 322世帯 | 631人 |

## 小・中学校の学区
市立小・中学校に通う場合、学区は以下の通りとなる。
| 番・番地等 | 小学校             | 中学校             |
| ---------- | ------------------ | ------------------ |
| 全域       | 浜松市立中部小学校 | 浜松市立中部中学校 |

## 施設

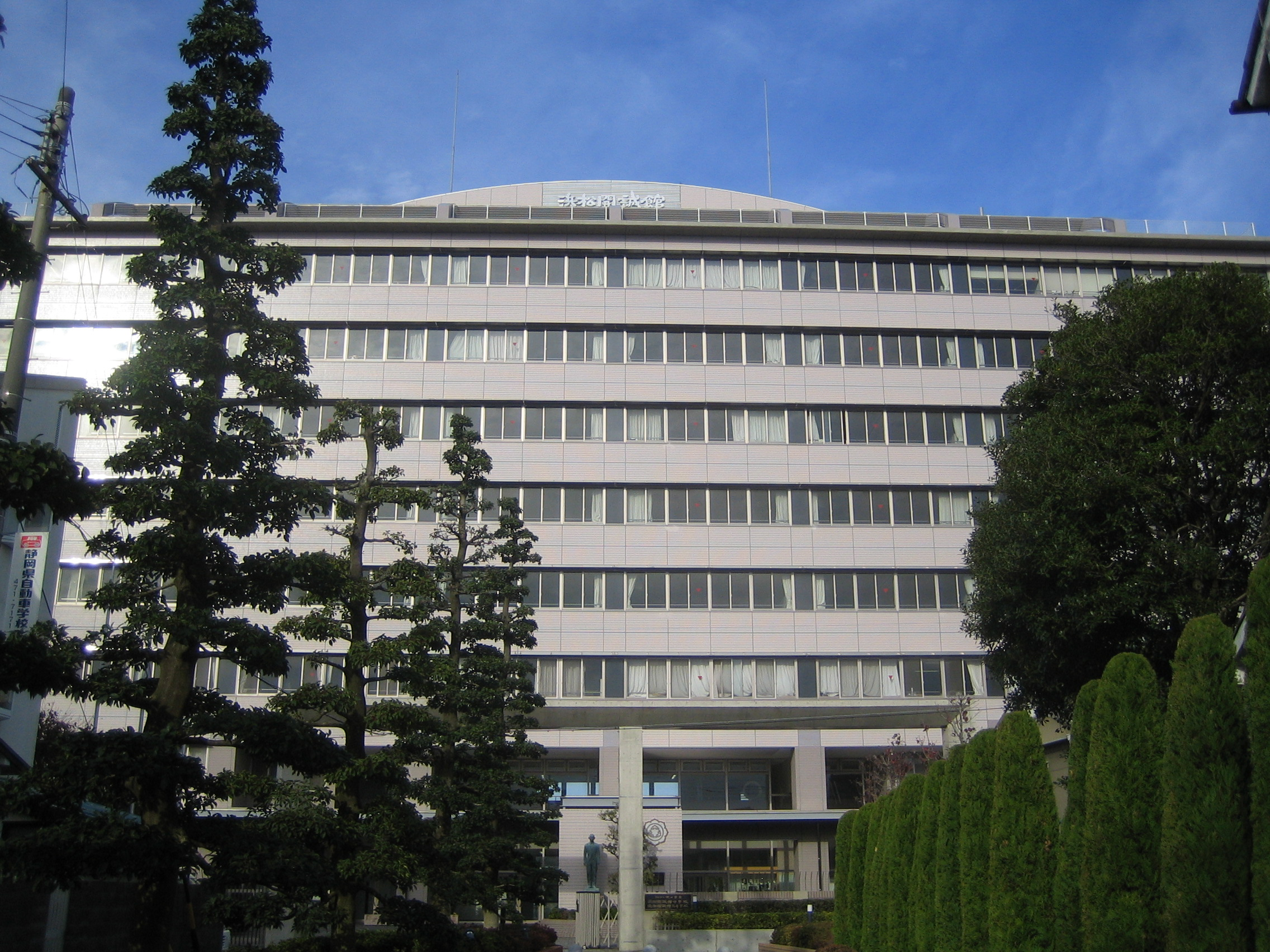
浜松開誠館中学校・高等学校

- 浜松中部学園(中部中学校・中部小学校)
- 浜松開誠館中学校・高等学校
- 浜松市立中央図書館
- 浜松市美術館
- 浜松城公園

## 交通
バス
- 遠鉄バス
  - 8鶴見富塚じゅんかん、8・8-22大平台線、8・8-33伊佐見線、30・31舘山寺線、36大塚ひとみヶ丘線、37大久保線、40気賀三ヶ日線、41高台線、43引佐線、45奥山線、46・46-テ都田線、47葵町医大線、48和合西山線（北高経由）：（浜松駅 方面 - ）市役所南 - 美術館（ - 富塚／大平台／雄踏／聖隷三方原・細江（・三ヶ日）／高丘／奥山／都田／医大／西山 方面）

## その他

### 日本郵便
- 郵便番号 : 430-0947[3]（集配局：浜松郵便局[9]）。

### 警察
町内の警察の管轄区域は以下の通りである。
| 番・番地等 | 警察署         | 交番・駐在所     |
| ---------- | -------------- | ---------------- |
| 全域       | 浜松中央警察署 | 浜松城公園前交番 |